# Примор'є (футбольний клуб, 2011)
«Примор'є» (словен. ND Primorje) — словенський футбольний клуб з міста Айдовщина. Створений 2011 року. Домашній стадіон команди — «Міський».

## Історія
Клуб був заснований у червні 2011 року як «Айдовщина» після розформування футбольного клубу «Примор'є», який через фінансові борги припинив свою діяльність місяцем раніше втративши ліцензію Футбольного союзу Словенії. Новостворена команда об'єднала свою першу команду з клубом «Айдовщина Шкоу» перед початком сезону 2012–13 років. У тому ж сезоні команда здобула підвищення до Третьої ліги Словенії після того, як посіла друге місце в Прибережній лізі 2012–13 років. У 2018 році команда змінила ім'я обравши сучасну назву «Примор'є», а згодом і червоно-чорні кольори неіснуючого клубу «Примор'я».
У сезоні 2023–24 років «Примор'є» посіла перше місце в Другій лізі Словенії та здобула право на підвищення, таким чином місто після тринадцяти років знову представлено у вищому дивізіоні.
За підсумками дебютного сезону в першій лізі Словенії, команда посіла шосте місце.

## Стадіон
Команда проводить свої домашні матчі на міському стадіоні, який вміщує 1 630 глядачів. Стадіон був відремонтований в сезоні 2009–10 років і знову відкритий у вересні 2010 року.